# Las Veirièiras de Moçan
Las Veirièiras de Moçan (en francès Verreries-de-Moussans) és un poble occità del Llenguadoc, situat a la part septentrional del departament de l'Erau a la regió d'Occitània.